# シュガーみゆき
シュガーみゆき（本名：能島 美由紀（のうじま みゆき）、1969年 - ）は、日本の女性プロボクサー。元IWBF世界ストロー級王者で、日本人女性初のプロボクシング世界王者。リングネームは憧れのボクサーだったシュガー・レイ・レナードに由来する。東京都出身。

## 来歴
高校時代はソフトボール部に所属。20歳で白龍ジムに入門し、キックボクシングを始める。シュートボクシングのリングを中心に活躍。当時のリングネームは「みゆき」。
1994年、全日本女子プロレス東京ドーム大会で前川久美子との異種格闘技戦を戦った。
1995年、ボクシングに転向。リングネームを「シュガーみゆき」とする。
1996年3月4日、カンザスシティでのジェシカ・ブリートフェルダー戦でボクシングデビュー。
1997年3月8日、ドイツ・ケルンにてレジーナ・ハルミッヒの持つWIBF世界フライ級王座に挑戦するも敗れる。
同年7月26日、後楽園ホールでのMA日本キックボクシング連盟主催興行にてスティシー・ブールとのIWBF世界ストロー級王座決定戦に挑み、4Rに2度ダウンを奪った後、1:01レフェリーストップTKOで勝利し王座を奪取。日本人初の女子プロボクシング世界王者となった。
同年10月25日に山木ジム主催「WORLD CHAMPION SHIP 3」で、同王座の初防衛戦を行う。挑戦者のキム・ジウン（韓国/同級8位）から1R目に2度ダウンを奪うと、5R0:40TKOで下し防衛に成功した。
その後、白龍ジムから独立し、フリーとして活動していた。
1998年2月14日、ミズーリ州でステファニー・プールの挑戦をKOで退ける。
1998年4月29日、飯田覚士 vs 井岡弘樹のWBA世界ジュニアバンタム級タイトルマッチの前座として後の日本王者である菊川未紀とのエキシビションマッチを戦う。
1998年5月22日、MA日本連盟「チャンピオン・カーニバル」にて、リ・ヒョンスクを3RTKOで下す。
1998年10月に引退。その後横浜光ボクシングジムでトレーナーを務め、一方でリングネーム「能島みゆき」としてエキシビションマッチもこなしている。
日本国内に女子ボクシングの組織がなかった時代に活躍を続け、引退翌年の日本女子ボクシング協会（JWBC）設立、そして日本ボクシングコミッション（JBC）による女子解禁の礎を築いたパイオニアとして語り継がれている。
引退後は長らく表舞台から退いていたが、2012年にスターロードジムでプロ復帰を目指しトレーニング開始。43歳という年齢ながら10月1日の後楽園ホールにおけるトクホン真闘主催興行にて久保真由美とプロトライアルマッチを行った。
現在は整体師として勤務しながら現役復帰を目指している。

## 戦績
- キックボクシング：10戦5勝5敗
- プロボクシング：12戦11勝4KO1敗

## 獲得タイトル
- IWBF世界ストロー級王座